# Donald Baechler
Pour les articles homonymes, voir Baechler.
Donald Edward Baechler, né le 22 novembre 1956 à Hartford au Connecticut et mort le 4 avril 2022 à Manhattan, est un artiste américain.

## Biographie
Il est né le 22 novembre 1956 à Hartford au Connecticut et il mort le 4 avril 2022 à Manhattan.
Donald Baechler vécut à New York,.

## Expositions
- 1998 : Kunsthalle Basel

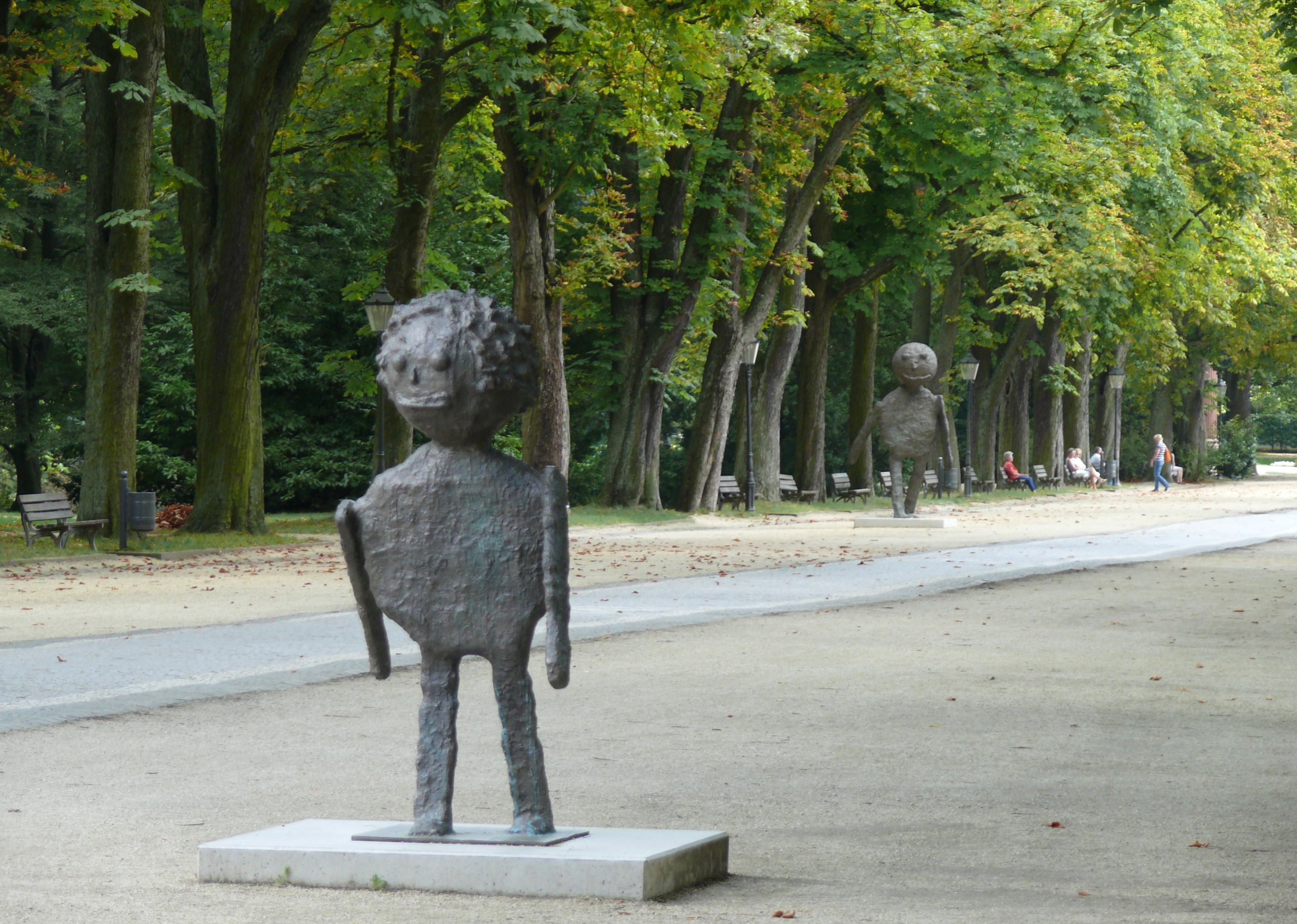
Globe Head Figure et Round Head à Bad Homburg en 2009.

- 1998 : Galleria Civica di Arte Contemporanea, Trient
- 2001 : Recent Paintings, Galerie Bernd Klüser, Munich
- 2001 : Donald Baechler. Globes and More, Galerie Thaddaeus Ropac, Paris
- 2001 : Paintings from Kunsthalle Basel, Tony Shafrazi Gallery, New York
- 2001 : Crowd Paintings, Cheim & Read Gallery, New York
- 2001 : Five Easy Pieces, Tony Shafrazi Gallery, New York
- 2002 : Galerie Thaddaeus Ropac, Salzbourg
- 2002 : Alain Noirhomme, Bruxelles
- 2002 : 77 Paintings, Galleria d’Arte Moderna e Contemporanea, San Marino
- 2003 : Recent Paintings, Galerie Bernd Klüser, Munich
- 2004 : Sala Terrena, Museum der Moderne Rupertinum, Salzbourg

- 2007 : Blickachsen 7, Kurpark Bad Homburg